# Wrens
Wrens es una ciudad ubicada en el condado de Jefferson en el estado estadounidense de Georgia. En el año 2000 tenía una población de 2.314 habitantes.

## Geografía
Wrens se encuentra ubicada en las coordenadas 33°12′29″N 82°23′15″O / 33.20806, -82.38750 (33.208171, -82.387520).
Según la Oficina del Censo, la localidad tiene un área total de 7,9 km² (3,1 mi²), de la cual 7,9 km² (3,1 mi²) es tierra y 0 km² (0 mi²) (0.00%) es agua.

## Demografía
Según la Oficina del Censo en 2000 los ingresos medios por hogar en la localidad eran de $23,632, y los ingresos medios por familia eran $26,776. Los hombres tenían unos ingresos medios de $30,208 frente a los $20,625 para las mujeres. La renta per cápita para la localidad era de $12,425. 